# Psyllocamptus quinquiespinosus
Psyllocamptus quinquiespinosus is een eenoogkreeftjessoort uit de familie van de Ameiridae. De wetenschappelijke naam van de soort is voor het eerst geldig gepubliceerd in 1970 door Coull.